# Myron Shongwe
Myron Shongwe (Soweto, Sudáfrica) 6 de mayo de 1981, es un futbolista sudafricano que se desempeña como delantero en Black Aces FC. Participó en el Campeonato Africano de Naciones de 2011 jugando con la Selección de fútbol de Sudáfrica.

## Selección nacional

### Participaciones con la selección
| Mundial                                 | Sede  | Resultado        |
| --------------------------------------- | ----- | ---------------- |
| Campeonato Africano de Naciones de 2011 | Sudán | Cuartos de final |

## Palmarés

### Distinciones individuales
| Distinción                                   | Año  |
| -------------------------------------------- | ---- |
| Goleador del Campeonato Africano de Naciones | 2011 |